# Olympische Sommerspiele 1936/Teilnehmer (Dänemark)
| Gelbes Symbol für Goldmedaillen mit stilisierten Olympischen Ringen | Graues Symbol für Silbermedaillen mit stilisierten Olympischen Ringen | Braundes Symbol für Bronzemedaillen mit stilisierten Olympischen Ringen |
| ------------------------------------------------------------------- | --------------------------------------------------------------------- | ----------------------------------------------------------------------- |
| —                                                                   | 2                                                                     | 3                                                                       |

Dänemark nahm an den Olympischen Sommerspielen 1936 in Berlin mit einer Delegation von 116 Athleten teil.

## Medaillen

### Gold
- keine

### Silber
- Ragnhild Hveger-Andersen: Schwimmen, 400 m Freistil
- Harry Julius Larsen, Richard Olsen: Rudern, Zweier ohne Steuermann

### Bronze
- Hans Lunding: Reiten, Vielseitigkeitsprüfung, Einzelwettbewerb
- Gerhard Pedersen: Boxen, Weltergewicht
- Inge Sørensen: Schwimmen, 200 m Brust

## Teilnehmerliste

### Boxen
| Athlet            | Gewicht   | Platz  |
| ----------------- | --------- | ------ |
| Kaj Frederiksen   | 50,8 kg   | 9.     |
| Viggo Frederiksen | 53,5 kg   | 17.    |
| Sigfred Madsen    | 57,2 kg   | 9.     |
| Poul Kops         | 61,2 kg   | 4.     |
| Gerhard Pedersen  | 66,7 kg   | Bronze |
| Gunnar Andreasen  | 72,6 kg   | 9.     |
| Børge Holm        | 79,4 kg   | 5.     |
| Omar Hermansen    | > 90,7 kg | 9.     |

### Fechten
| Athlet               | Disziplin          | Platz         |
| -------------------- | ------------------ | ------------- |
| Ulla Barding-Poulsen | Florett Einzel     | 5.            |
| Kim Bærentzen        | Florett Mannschaft | ausgeschieden |
| Preben Christiansen  | Degen Einzel       | ausgeschieden |
| Preben Christiansen  | Degen Mannschaft   | ausgeschieden |
| Preben Christiansen  | Säbel Einzel       | ausgeschieden |
| Preben Christiansen  | Säbel Mannschaft   | ausgeschieden |
| Svend Jacobsen       | Florett Einzel     | ausgeschieden |
| Svend Jacobsen       | Florett Mannschaft | ausgeschieden |
| Svend Jacobsen       | Säbel Mannschaft   | ausgeschieden |
| Karen Lachmann       | Florett Mannschaft | 5.            |
| Aage Leidersdorff    | Florett Einzel     | ausgeschieden |
| Aage Leidersdorff    | Florett Mannschaft | ausgeschieden |
| Aage Leidersdorff    | Degen Einzel       | ausgeschieden |
| Aage Leidersdorff    | Degen Mannschaft   | ausgeschieden |
| Aage Leidersdorff    | Säbel Einzel       | ausgeschieden |
| Aage Leidersdorff    | Säbel Mannschaft   | ausgeschieden |
| Grete Olsen          | Florett Einzel     | ausgeschieden |
| Caspar Schrøder      | Florett Einzel     | ausgeschieden |
| Caspar Schrøder      | Florett Mannschaft | ausgeschieden |
| Caspar Schrøder      | Degen Mannschaft   | ausgeschieden |
| Erik Hammer Sørensen | Florett Einzel     | ausgeschieden |
| Erik Hammer Sørensen | Florett Mannschaft | ausgeschieden |
| Erik Hammer Sørensen | Degen Einzel       | ausgeschieden |
| Erik Hammer Sørensen | Degen Mannschaft   | ausgeschieden |
| Erik Hammer Sørensen | Säbel Einzel       | ausgeschieden |
| Erik Hammer Sørensen | Säbel Mannschaft   | ausgeschieden |

### Hockey
| Spieler | Disziplin | Platz |
| --- | --------- | ----- |
| Arne Blach, Otto Busch, Jørgen Gry, Robert Hansen, Henning Holst, Vagn Hovard, Robert Jensen, Aage Kirkegaard, Henry Larsen, Vagn Loft, Carl Malling, Louis Prahm, Tage Schultz, Mogens Thomassen | Männer    | 7.    |

### Kanu
| Athlet          | Disziplin             | Platz         |
| --------------- | --------------------- | ------------- |
| Poul Larsen     | Einer-Kajak 1000 m    | ausgeschieden |
| Verner Løvgreen | Zweier-Kajak 1000 m   | 7.            |
| Verner Løvgreen | Zweier-Kajak 10.000 m | 4.            |
| Helge Nielsen   | Einer-Kajak 10.000 m  | 15.           |
| Axel Svendsen   | Zweier-Kajak 1000 m   | 7.            |
| Axel Svendsen   | Zweier-Kajak 10.000 m | 4.            |

### Kunstwettbewerbe
| Künstler                | Disziplin               | Werk                                         | Platz             |
| ----------------------- | ----------------------- | -------------------------------------------- | ----------------- |
| Poul Bille-Holst        | Gemälde                 | Fußballkampf                                 | keine Platzierung |
| Anne Marie Carl-Nielsen | Bildhauerkunst          | Nordischer Sagenheld                         | keine Platzierung |
| Knud Gleerup            | Bildhauerkunst, Statuen | Clear at the Start (Swimmer Ragnhild Hveger) | lobende Erwähnung |
| Thorvald Hagedorn-Olsen | Gemälde                 | Schwimmerin                                  | keine Platzierung |
| Aage Nielsen-Edwin      | Bildhauerkunst          | Schwimmer und Schwimmerinnen am Strande      | keine Platzierung |

### Leichtathletik

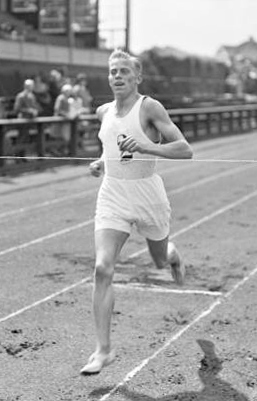
Henry Nielsen 1930

| Athlet                     | Disziplin      | Wertung   | Platz                      |
| -------------------------- | -------------- | --------- | -------------------------- |
| Anders Hartington Andersen | Marathon       | 2:56:31,0 | 25.                        |
| Ejner Bech                 | 50 km Gehen    | ?         | ausgeschieden              |
| Gunnar Christensen         | 200 m          | 23,1      | im Vorlauf 1 ausgeschieden |
| Gunnar Christensen         | 400 m          | 49,3      | im Vorlauf 2 ausgeschieden |
| Børge Larsen               | 1500 m         | ?         | im Vorlauf 1 ausgeschieden |
| Ernst Larsen               | Stabhochsprung | 3,80 m    | 17.                        |
| Henry Nielsen              | 5000 m         | 15:25     | ausgeschieden              |
| Poul Otto                  | Hochsprung     | 1,85      | 12.                        |
| Willy Rasmussen            | Weitsprung     | 6,92 m    | nicht qualifiziert         |
| Harry Siefert              | 5000 m         | 14:48,4   | 10.                        |
| Harry Siefert              | 10.000 m       | 31:52,6   | 10.                        |
| Svend Aage Thomsen         | 110 m Hürden   | 15,3      | Im Vorlauf 1 ausgeschieden |
| Svend Aage Thomsen         | Hochsprung     | 1,80 m    | nicht qualifiziert         |

### Radsport
| Athlet                 | Disziplin                          | Platz         |
| ---------------------- | ---------------------------------- | ------------- |
| Heino Dissing          | Tandem                             | 5.            |
| Erik Friis             | 4000 m Mannschaftsverfolgung       | 8.            |
| Helge Jacobsen         | 4000 m Mannschaftsverfolgung       | 8.            |
| Knud Jacobsen          | Straßenrennen                      | ausgeschieden |
| Knud Jacobsen          | Straßenrennen – Mannschaftswertung | ausgeschieden |
| Karl August Magnussen  | Sprint                             | 5.            |
| Karl August Magnussen  | 4000 m Mannschaftsverfolgung       | 8.            |
| Tage Møller            | Straßenrennen                      | ausgeschieden |
| Tage Møller            | Straßenrennen – Mannschaftswertung | ausgeschieden |
| Hans Christian Nielsen | 4000 m Mannschaftsverfolgung       | 8.            |
| Arne Pedersen          | 1000 m Zeitfahren                  | 5.            |
| Arne Pedersen          | 4000 m Mannschaftsverfolgung       | 8.            |
| Arne Petersen          | Straßenrennen                      | 16.           |
| Arne Petersen          | Straßenrennen – Mannschaftswertung | ausgeschieden |
| Bjørn Stiler           | 2000 m Tandem                      | 5.            |
| Frode Sørensen         | Straßenrennen                      | 12.           |
| Frode Sørensen         | Straßenrennen – Mannschaftswertung | ausgeschieden |

### Reiten
| Athlet             | Disziplin                   | Platz                   |        |
| ------------------ | --------------------------- | ----------------------- | ------ |
| Niels Erik Leschly | Vielseitigkeit – Einzel     | ausgeschieden           |        |
| Niels Erik Leschly | Vielseitigkeit – Mannschaft | ausgeschieden           |        |
| Peder Jensen       | Vielseitigkeit – Einzel     | 9.                      |        |
| Peder Jensen       | Dressur – Einzel            | 7.                      |        |
| Vincens Grandjean  | Vielseitigkeit – Einzel     | 4.                      |        |
| Vincens Grandjean  | Vielseitigkeit – Mannschaft | ausgeschieden           |        |
| Hans Lunding       |                             | Vielseitigkeit – Einzel | Bronze |
| Hans Lunding       | Vielseitigkeit – Mannschaft | ausgeschieden           |        |

### Ringen

#### Griechisch-römisches Ringen
| Athlet           | Gewicht    | Platz         |
| ---------------- | ---------- | ------------- |
| Robert Voigt     | 56 kg      | ausgeschieden |
| Robert Nielsen   | 61 kg      | ausgeschieden |
| Aage Meyer       | 66 kg      | ausgeschieden |
| Hans Frederiksen | 79 kg      | ausgeschieden |
| Peter Larsen     | über 87 kg | ausgeschieden |

#### Freistil
| Athlet     | Gewicht | Platz         |
| ---------- | ------- | ------------- |
| Aage Meyer | 66 kg   | ausgeschieden |

### Rudern
| Athlet                   | Disziplin              | Platz         |
| ------------------------ | ---------------------- | ------------- |
| Carl Berner              | Zweier mit Steuermann  | 4.            |
| Carl Berner              | Achter                 | ausgeschieden |
| Bjørner Drøger           | Vierer ohne Steuermann | 6.            |
| Bjørner Drøger           | Achter                 | ausgeschieden |
| Harry Gregersen          | Achter                 | ausgeschieden |
| Aage Jensen              | Zweier mit Steuermann  | 4.            |
| Aage Jensen              | Vierer mit Steuermann  | 6.            |
| Emil Boje Jensen         | Vierer ohne Steuermann | 6.            |
| Emil Boje Jensen         | Achter                 | ausgeschieden |
| Flemming Jensen          | Vierer mit Steuermann  | 6.            |
| Keld Karise              | Vierer ohne Steuermann | 6.            |
| Keld Karise              | Achter                 | ausgeschieden |
| Harry Julius Larsen      | Zweier ohne Steuermann | Silber        |
| Remond Larsen            | Zweier mit Steuermann  | 4.            |
| Remond Larsen            | Achter                 | ausgeschieden |
| Hans Mikkelsen           | Vierer mit Steuermann  | 6.            |
| Knud Olsen               | Vierer ohne Steuermann | 6.            |
| Knud Olsen               | Achter                 | ausgeschieden |
| Richard Olsen            | Zweier ohne Steuermann | Silber        |
| Harry Peeters            | Vierer mit Steuermann  | ausgeschieden |
| Olaf Klitgaard Poulsen   | Achter                 | ausgeschieden |
| Poul Byrge Poulsen       | Achter                 | ausgeschieden |
| Jean de Rode             | Vierer mit Steuermann  | ausgeschieden |
| Paul Siebel              | Vierer mit Steuermann  | ausgeschieden |
| Gunnar Ibsen Sørensen    | Vierer mit Steuermann  | 6.            |
| Svend Aage Holm Sørensen | Vierer mit Steuermann  | 6.            |
| Frans Thissen            | Zweier ohne Steuermann | ausgeschieden |
| René Vingerhoet          | Vierer mit Steuermann  | ausgeschieden |

### Schießen
| Name               | Disziplin                  | Punkte | Rang          |
| ------------------ | -------------------------- | ------ | ------------- |
| Julius Hansen      | Kleinkaliber liegend, 50 m | 290    | 36.           |
| Vilhelm Johansen   | Kleinkaliber liegend, 50 m | 295    | 8.            |
| Julius Lehrmann    | Scheibenpistole            | 518    | 22.           |
| Axel Lerche        | Schnellfeuerpistole        | ?      | ausgeschieden |
| Christen Møller    | Scheibenpistole            | 513    | 29.           |
| Christen Møller    | Schnellfeuerpistole        | ?      | ausgeschieden |
| Erik Sætter-Lassen | Schnellfeuerpistole        | 22     | 22.           |
| Erik Sætter-Lassen | Kleinkaliber liegend, 50 m | 293    | 15.           |

### Schwimmen

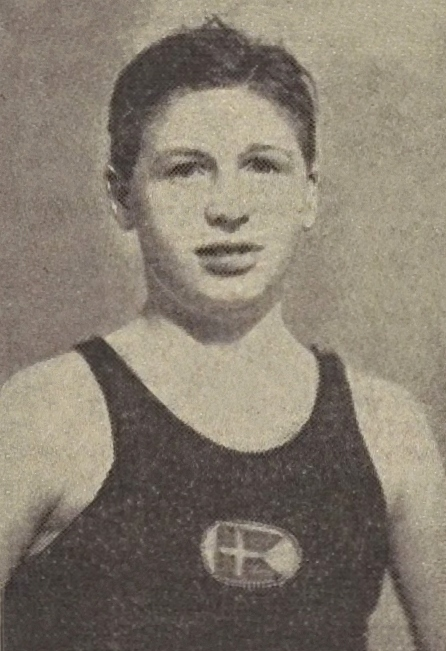
Ragnhild Hveger

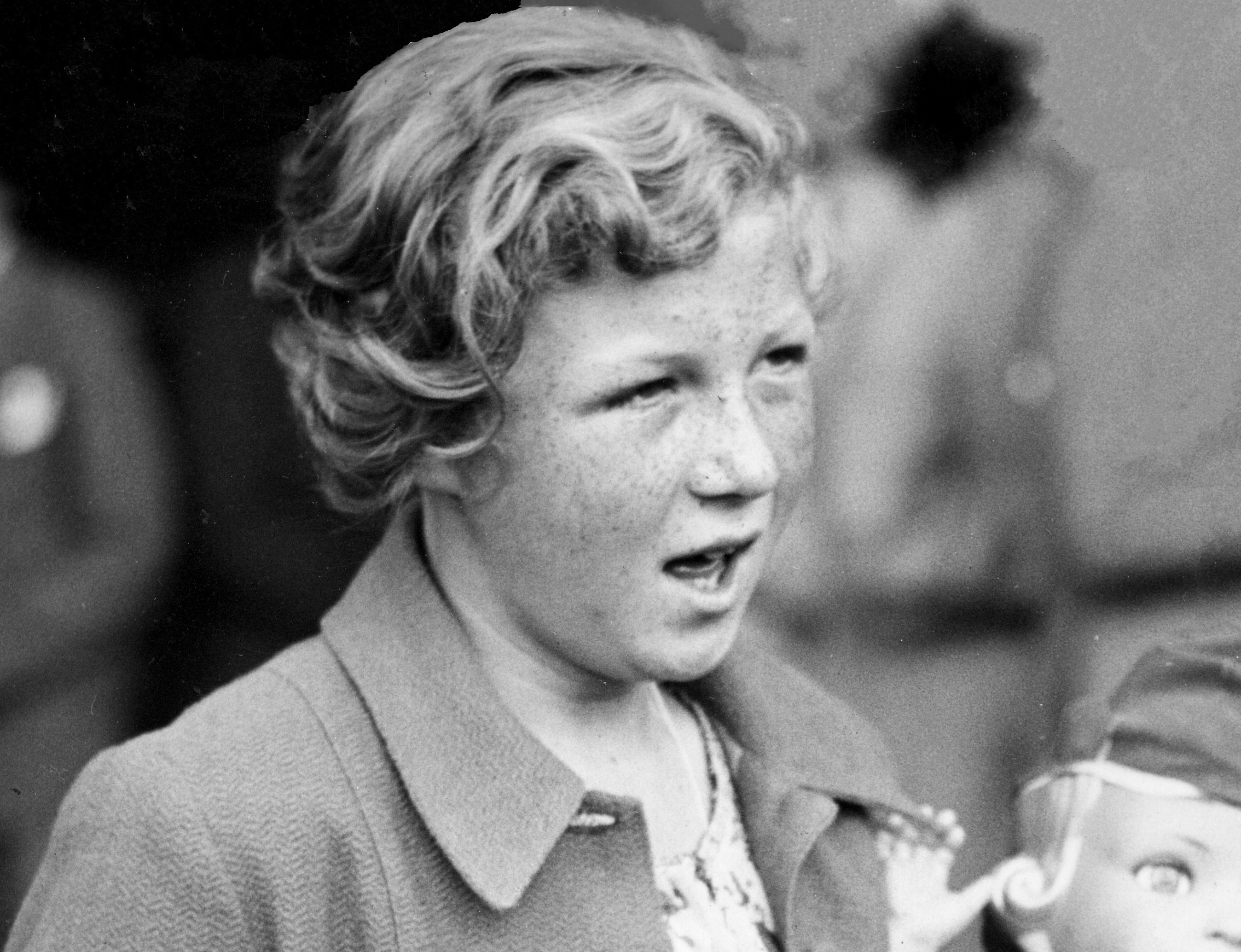
Inge Sørensen, 1936

| Athlet                 | Disziplin            | Rang          |
| ---------------------- | -------------------- | ------------- |
| Eva Arndt-Riise        | 100 m Freistil       | ausgeschieden |
| Eva Arndt-Riise        | 4 × 100 m Freistil   | 7.            |
| Børge Bæth             | 100 m Rücken         | ausgeschieden |
| Inger Carlsen          | 400 m Freistil       | ausgeschieden |
| John Christensen       | 100 m Freistil       | ausgeschieden |
| John Christensen       | 4 × 200 m Freistil   | ausgeschieden |
| Valborg Christensen    | 200 m Brustschwimmen | ausgeschieden |
| Grete Frederiksen      | 400 m Freistil       | 7.            |
| Aage Hellstrøm         | 400 m Freistil       | ausgeschieden |
| Aage Hellstrøm         | 1500 m Freistil      | ausgeschieden |
| Aage Hellstrøm         | 4 × 200 m Freistil   | ausgeschieden |
| Ragnhild Hveger        | 100 m Freistil       | ausgeschieden |
| Ragnhild Hveger        | 400 m Freistil       | Silber        |
| Ragnhild Hveger        | 4 × 100 m Freistil   | 7.            |
| Finn Jensen            | 200 m Brustschwimmen | ausgeschieden |
| Jørgen Jørgensen       | 400 m Freistil       | ausgeschieden |
| Jørgen Jørgensen       | 1500 m Freistil      | ausgeschieden |
| Jørgen Jørgensen       | 4 × 200 m Freistil   | ausgeschieden |
| Tove Brunnstrøm Madsen | 100 m Rücken         | 7.            |
| Tove Brunnstrøm Madsen | 4 × 100 m Freistil   | 5.            |
| Hans Malmstrøm         | 200 m Brustschwimmen | ausgeschieden |
| Edel Nielsen           | 200 m Brustschwimmen | ausgeschieden |
| Tove Nielsen           | 100 m Rücken         | ausgeschieden |
| Poul Petersen          | 100 m Freistil       | ausgeschieden |
| Poul Petersen          | 400 m Freistil       | ausgeschieden |
| Poul Petersen          | 4 × 200 m Freistil   | ausgeschieden |
| Erik Skou              | 200 m Brustschwimmen | ausgeschieden |
| Inge Sørensen          | 200 m Brustschwimmen | Bronze        |
| Elvi Svendsen          | 100 m Freistil       | ausgeschieden |
| Elvi Svendsen          | 4 × 100 m Freistil   | 7.            |

### Segeln
| Athlet                                                                                               | Disziplin  | Platz |
| --- | ---------- | ----- |
| Sigurd Christensen                                                                                   | O-Jolle    | 12.   |
| Carl Berntsen, Hans Tholstrup, Niels Schibbye, Niels Wal Hansen, Otto Gunnar Danielsen, Vagn Kastrup | 6-m-Klasse | 8.    |

### Wasserspringen
| Athlet                  | Disziplin    | Wertung | Platz |
| ----------------------- | ------------ | ------- | ----- |
| Mette Gregaard          | Turmspringen | 27,54   | 15.   |
| Karen Margrete Andersen | Turmspringen | 27,08   | 17.   |